# Constantin Diogène
Pour les articles homonymes, voir Constantin Diogène (homonymie).
Constantin Diogène (en grec : Κωνσταντῖνος Διογένης, mort en 1032) est un important général byzantin du début du XIe siècle, actif dans les Balkans. Il participe avec succès aux derniers épisodes de la conquête de la Bulgarie par l'empereur Basile II et il occupe des postes importants dans les Balkans, jusqu'à son arrestation en 1029, en raison de sa participation à une conspiration contre l'empereur Romain III Argyre. Il est emprisonné et forcé à rentrer dans un monastère avant de se suicider en 1032, au cours d'une enquête sur une nouvelle conspiration. Enfin, il est le père de l'empereur Romain IV Diogène.

## Biographie

### Un général important sousBasileII
Constantin Diogène est le premier membre important de la famille des Diogène, originaire de Cappadoce, qui joue un rôle important au XIe siècle. Diogène commence sa carrière comme chef d'une des tagmata occidentales sous Basile II, lors des campagnes de celui-ci contre les Bulgares. En 1014, il participe à la victoire décisive des Byzantins lors de la bataille de Kleidion. Par la suite, il succède à Théophylacte Botaniatès comme le chef (doux) de Thessalonique avec le rang de patrice, ce qui en fait le deuxième général le plus important de l'Empire dans les Balkans, après David Arianitès,. Après la mort du tsar Samuel Ier de Bulgarie en octobre, Diogène et Nicéphore Xiphias sont envoyés dans la région de Moglena à l'avant-garde de l'armée impériale. Au cours de la campagne, Diogène construit la forteresse de Mylobos, comme l'atteste une inscription.
La conquête de Moglena est complétée en 1015 ou 1016. En 1017, Diogène et David Arianitès conduisent des troupes pour piller la plaine fertile de Pélagonie, où ils capturent de nombreux prisonniers et du bétail. Peu après, Constantin Diogène se voit confier par Basile le commandement de la tagmata des Scholai d'Occident et de Thessalonique, avec pour mission de poursuivre le tsar Ivan Vladislav. Le chef bulgare tend une embuscade à ses poursuivants mais Basile est informé à temps et conduit ses troupes au secours de Diogène, dispersant les Bulgares.

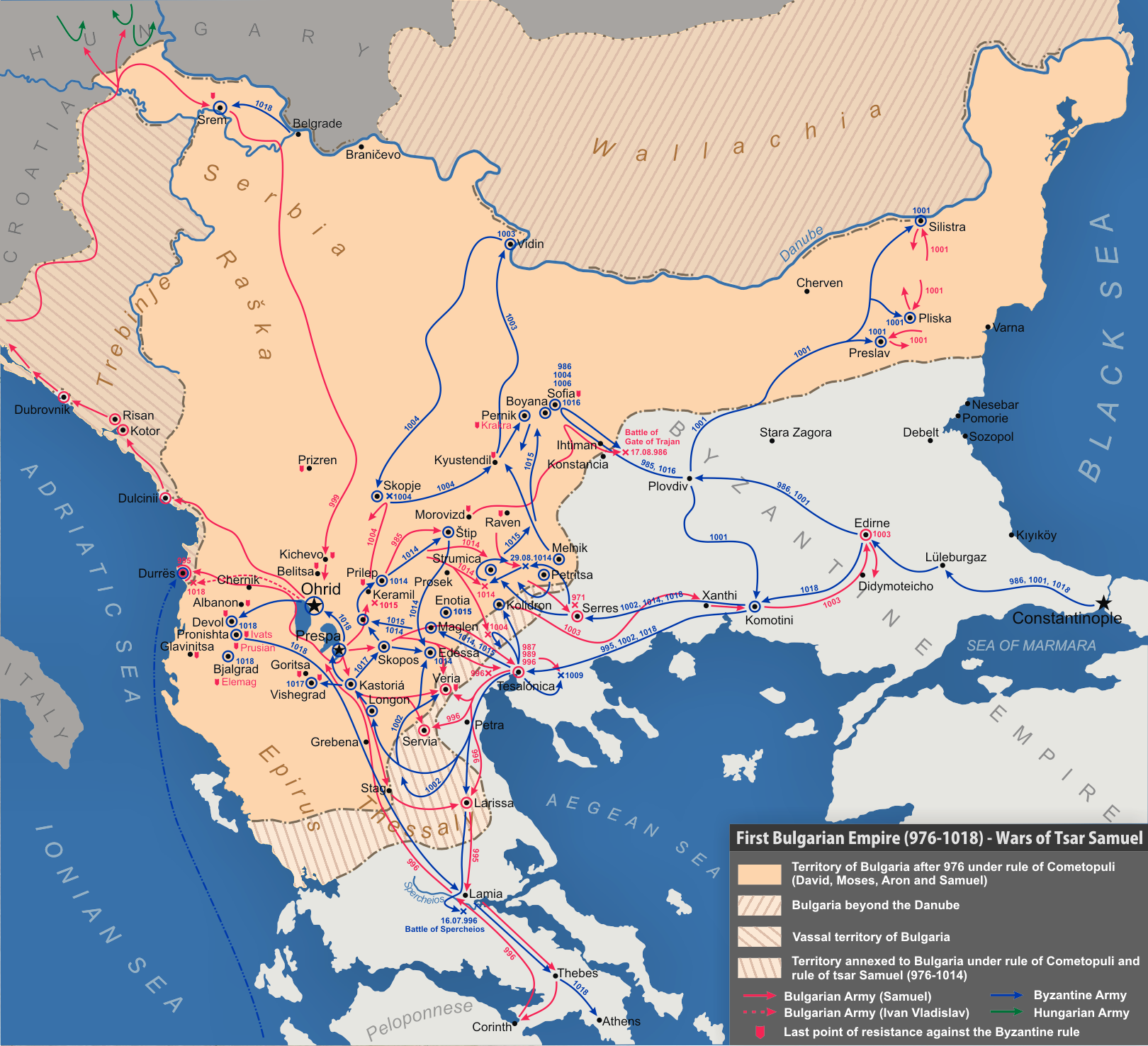
Carte des guerres bulgaro-byzantines à l'époque de Basile II et du tsar Samuel.

Après la mort d'Ivan Vladislav en février 1018, Diogène est chargé de réduire les derniers vestiges de la résistance bulgare. Il prend Sirmium et en devient le gouverneur (archon). Son autorité s'étend aussi à l'état vassal serbe de Raška. Il est possible qu'il ait reçu le titre de stratège de Serbie, comme l'atteste un sceau qui lui est attribué,,. Diogène reçoit l'ordre de Basile II de soumettre Sermon, le chef de Sirmium, pour consolider le contrôle byzantin sur le nord des Balkans. Pour cela, il invite Sermon à une rencontre à la confluence entre la Save et le Danube, où ils sont chacun accompagnés de trois personnes. Avec son épée caché parmi ses vêtements, il tue Sermon et se dirige vers Sirmium avec son armée, prenant possession de la ville, tandis que la femme de Sermon est envoyée comme prisonnière à Constantinople.
Vers 1022 ou 1025, Diogène succède à Arianitès comme commandant en chef (strategos autokrator) de la Bulgarie conquise. Sous cette fonction, il repousse une importante invasion petchénègue en 1027,. La même année, il est repoussé plus au sud, vers Thessalonique mais il garde, au moins nominalement, sa fonction de commandant en chef, comme l'atteste un sceau l'identifiant comme anthypatos, patrice et doux de Thessalonique, de Bulgarie et de Serbie,.

### Des conspirations à la mort
Diogène est marié à une fille anonyme de Basile Argyre, le frère de Romain III Argyre mais en 1029, il est accusé, comme d'autres importants généraux des Balkans (dont Eustathe Daphnomèle) de conspiration contre l'empereur, aux côtés de Théodora Porphyrogénète. Il est envoyé en Orient comme stratège des Thracésiens mais, dès que sa complicité dans ce complot est confirmée, il est rappelé à Constantinople. Il y est emprisonné, battu et contraint de défiler en public, avec les autres conspirateurs, sur la Mésè (la principale artère de la ville). Par la suite, il est tonsuré et contraint de devenir moine au monastère du Stoudion,. Théodora est aussi envoyée dans un couvent mais elle semble parvenir à poursuivre ses conspirations avec Diogène, prenant avantage de l'absence de Romain, parti en campagne en Orient en 1032, pour s'échapper dans les Balkans. Le nouveau complot est dévoilé à Romain par Théophane, le métropolite de Thessalonique et les conspirateurs sont arrêtés. Diogène est amené au palais des Blachernes pour être interrogé par Jean l'Orphanotrophe mais il préfère se suicider en se jetant du haut d'un mur, plutôt que de révéler le nom de ses complices sous la torture,,.
Romain Diogène, le fils de Constantin Diogène, devient un important général avant de parvenir sur le trône impérial où il règne entre 1068 et 1071.